# 노면전차 정거장
노면전차 정거장(路面電車 停車場)이란 노면전차가 정차하여 승객이 하차하기 위해 병용궤도 내부의 도로에 설치된 섬형(島形)의 승강장, 혹은 교통표지 또는 도로표시로 나타내어진 부분을 의미한다. 흔히 전차 정거장(電車 停車場)이라고도 불린다.
노면전차의 경우, 궤도의 도로상 가장 중앙에 설치되어있는 경우가 가장 많으며 통상 섬식 승강장이 설치된다. 이러한 승강장은 안전지대에 해당되며 도로폭에 여유가 없거나 교차점 부근일 경우 등의 이유로 승강장을 설치하지 않는 경우가 있다. 그러한 경우에는 승객이 전차와 도로상의 사이에서 직접 승하차하게 되는데, 그러할 때 안전확보를 위해 안전지대는 도로표시로 표시된다.

## 나라별 노면전차 정거장

### 대한민국
대한민국에서 노면전차 운영자는 도로에 정거장을 설치하는 경우, 해당 도로관리청과 협의를 거쳐 정거장의 위치를 정하여야 한다.
승강장의 길이는 가장 길게 편성된 노면전차를 수용할 수 있는 길이 이상이어야 하며, 승강장의 높이는 노면전차 출입문 바닥과의 차이가 15밀리미터 이내가 되도록 하여야 한다.
2025년 9월 서울 경전철 위례선이 노면전차로 운행 될 예정이다.

## 사진

### 일본

노면전차 정류장 표지판
노면전차 정류장 표지판
노면전차 정류장 표지판
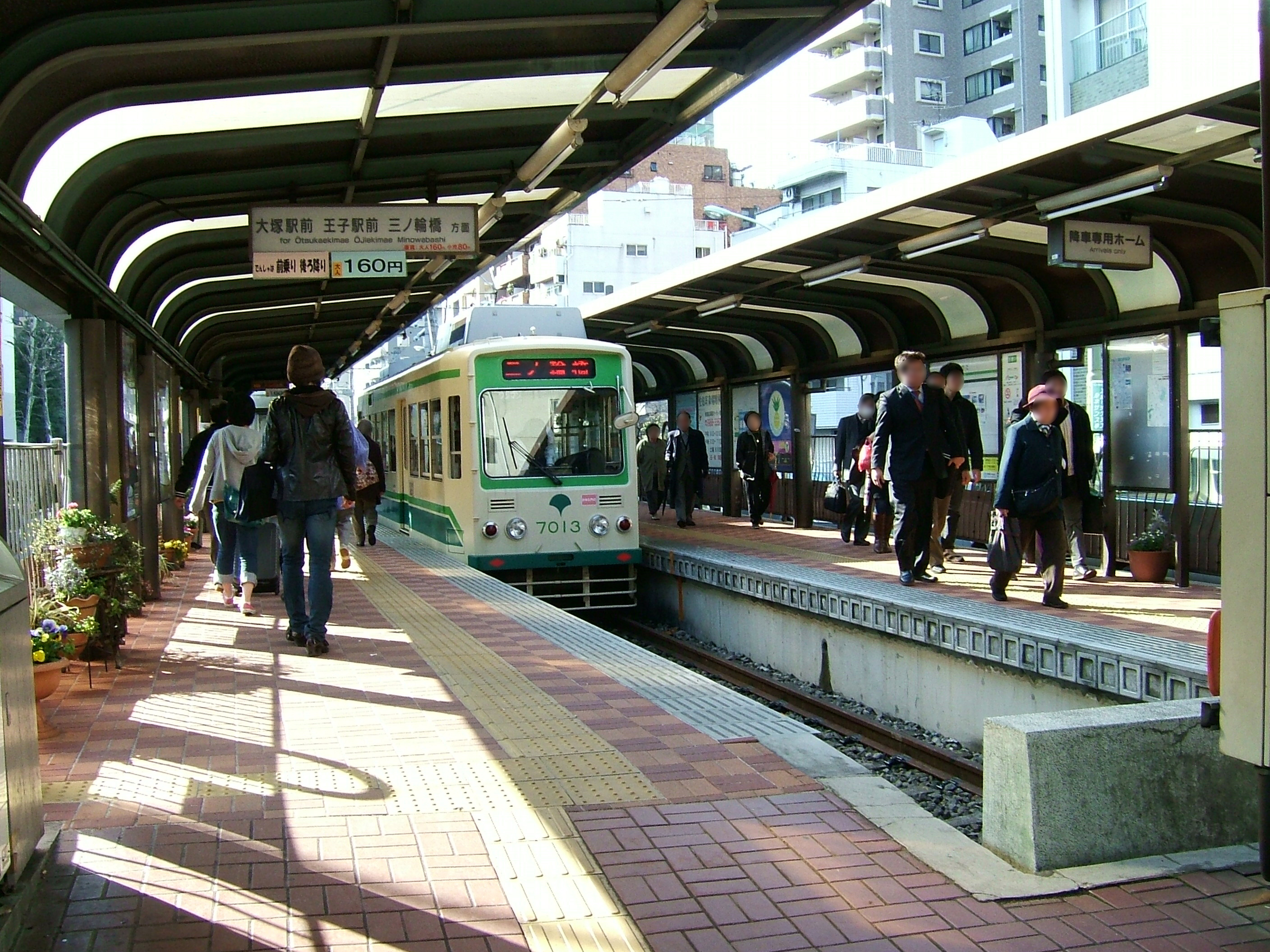
도쿄 도 교통국 노면전차 아라카와 선 와세다 정류장
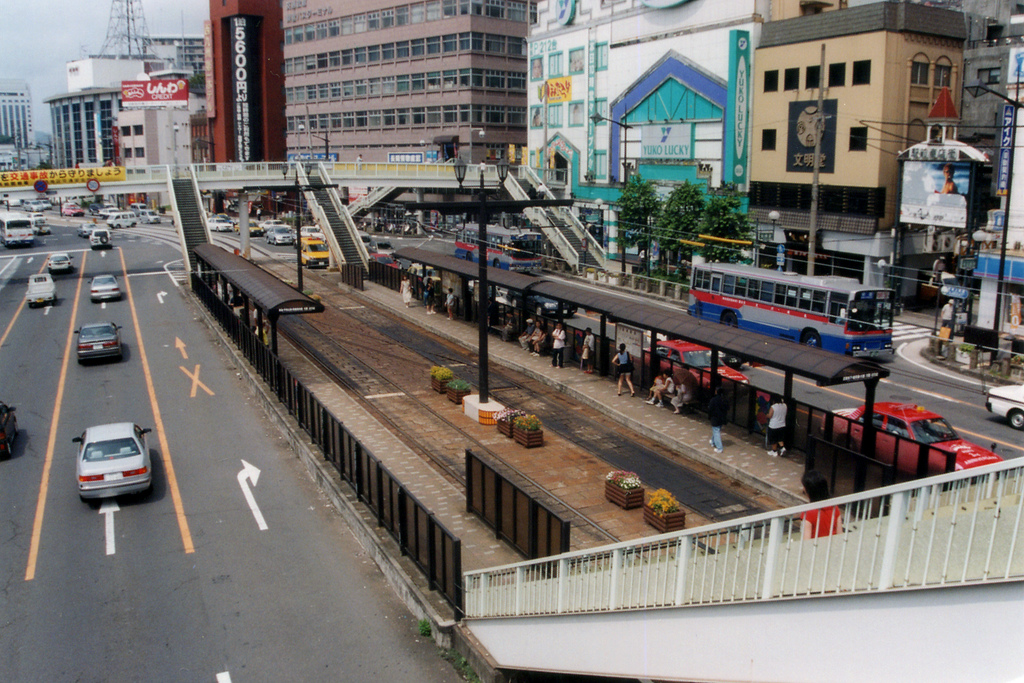
나가사키 전기 궤도 나가사키 역 앞 정류장
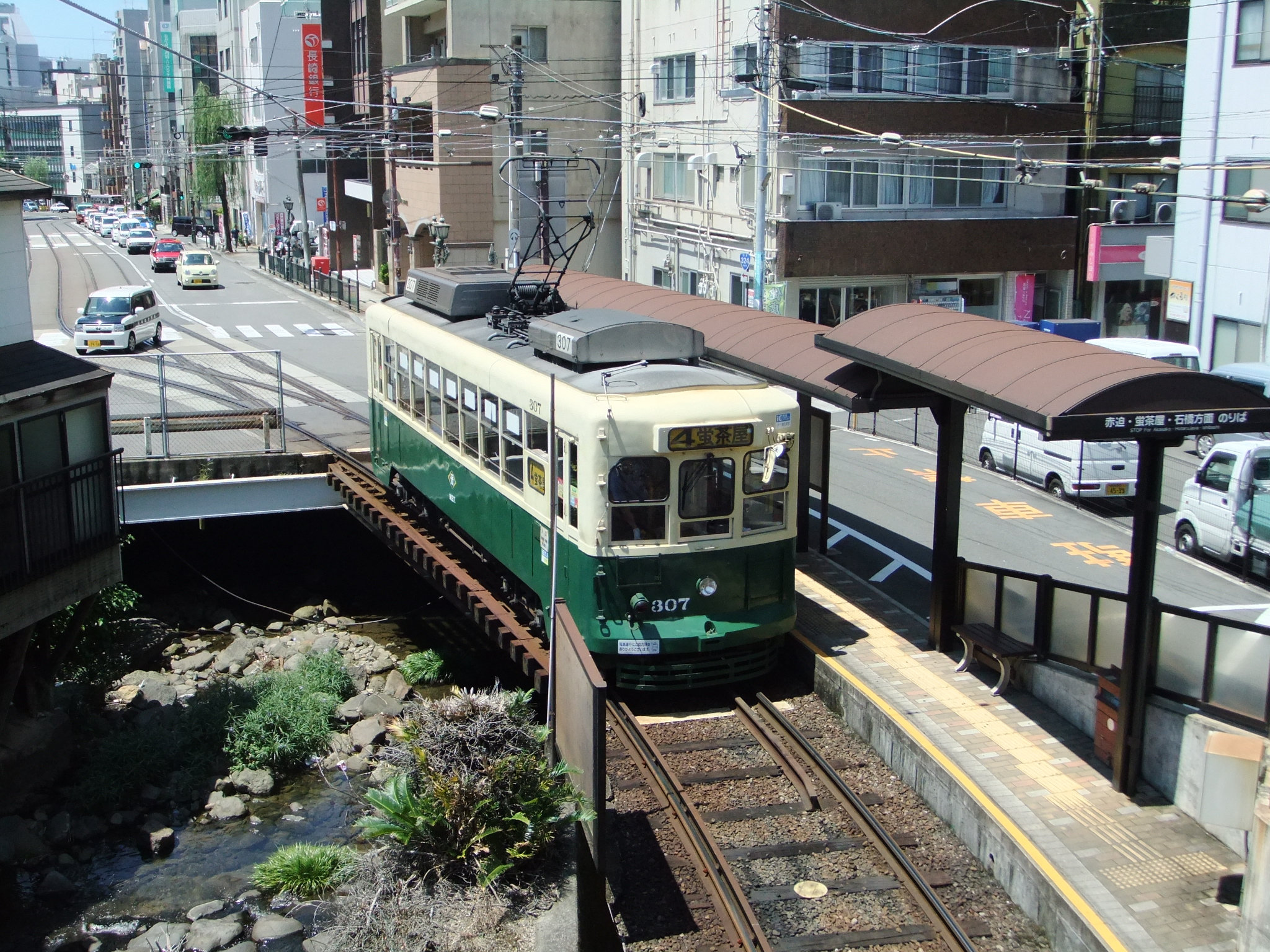
나가사키 전기 궤도 쇼카쿠지시타 정류장
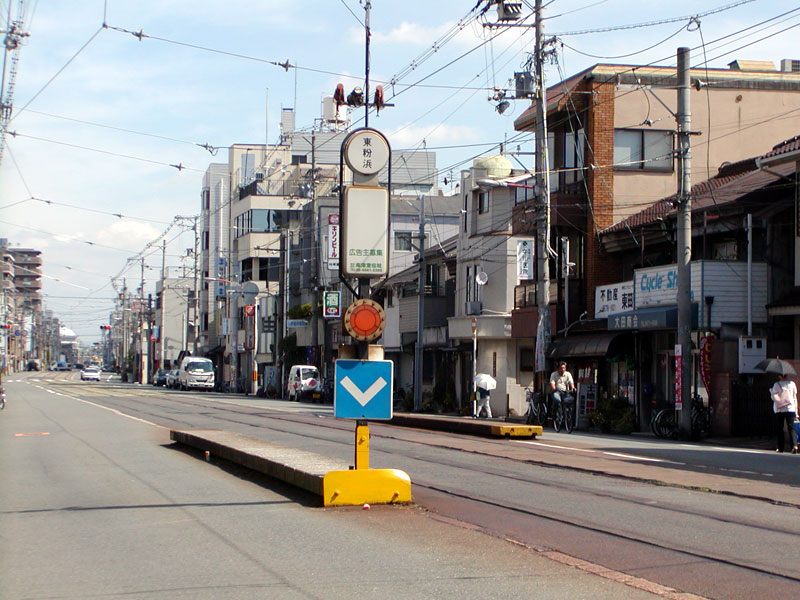
한카이 전기 궤도 히가시코하마 정류장
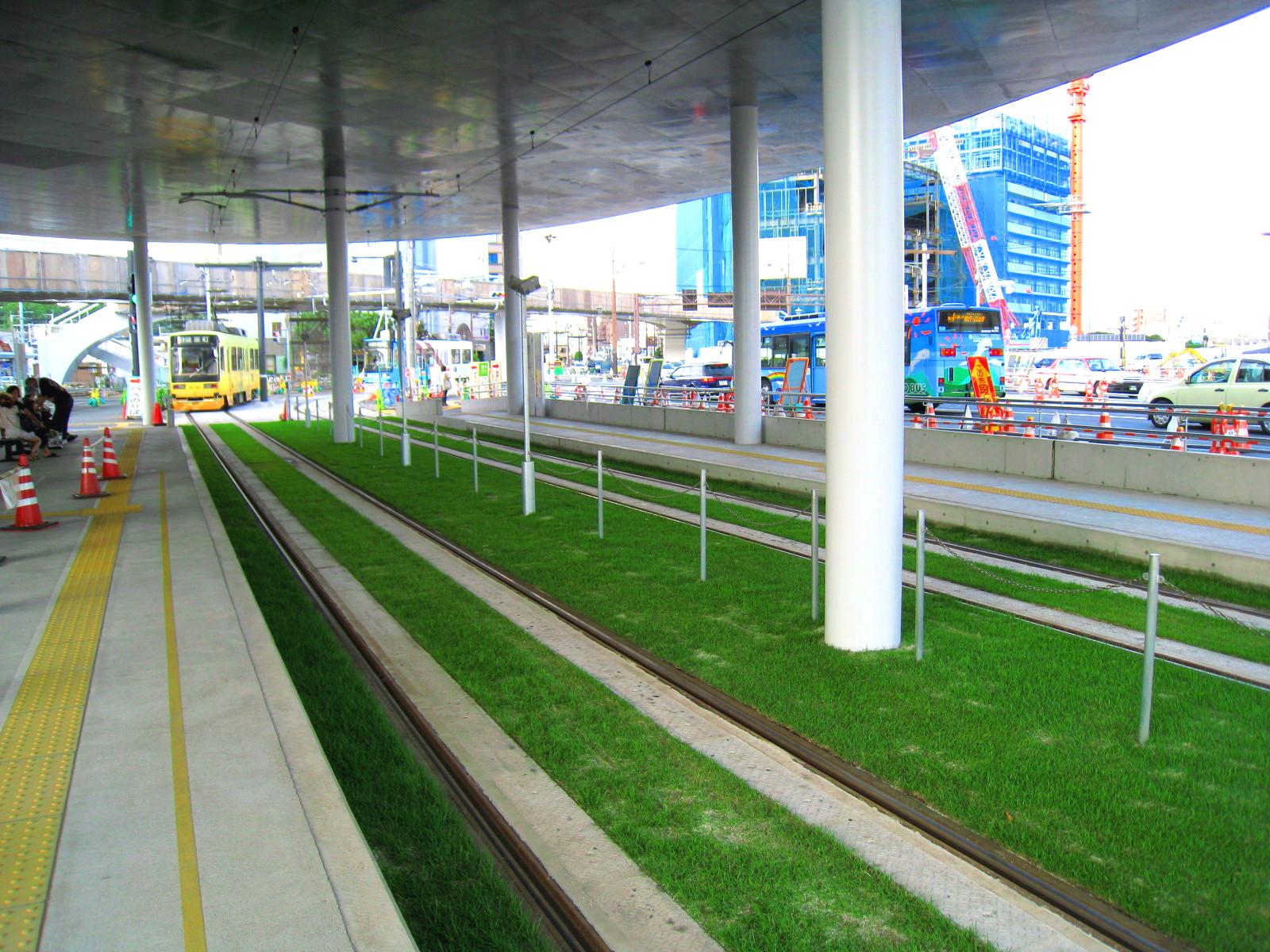
구마모토 시 교통국 구마모토 역 앞 정류장
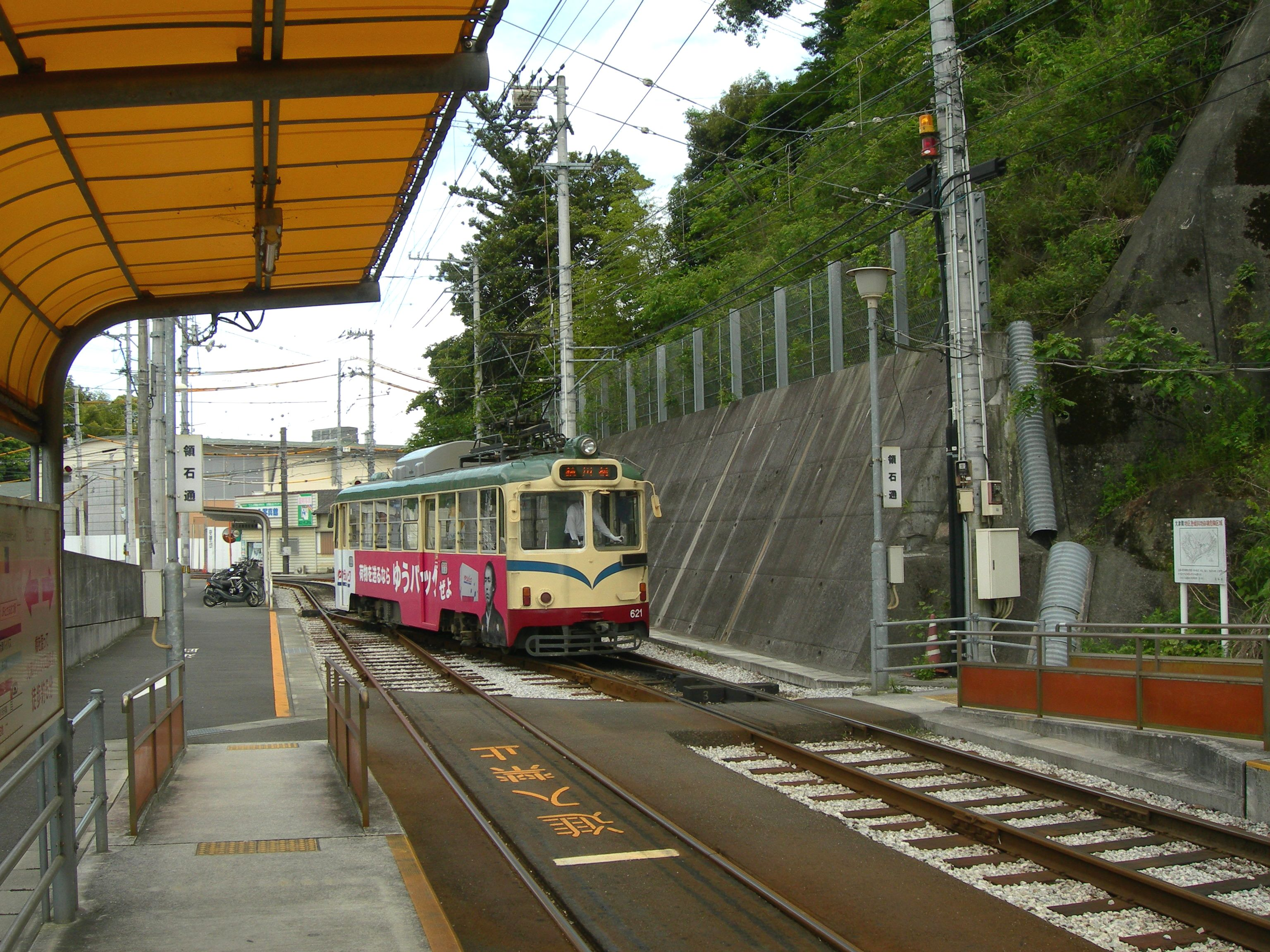
도사 전기 철도 료세키도오리 정류장
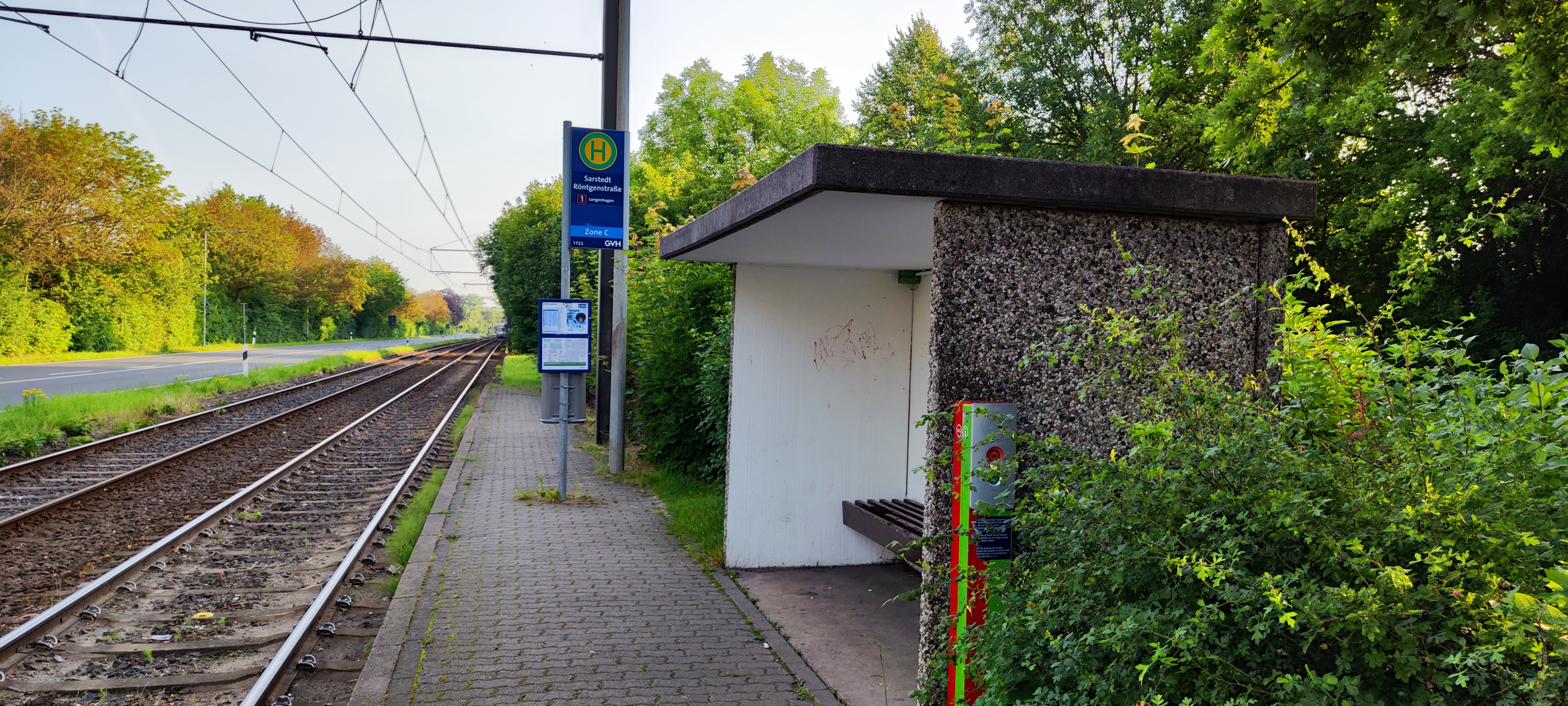
2023년 독일의 트램역

## 같이 보기
- 노면전차
- 승강장
- 철도역
- 전철역